# 浮图店镇
浮图店镇，原名浮图店乡，是中华人民共和国河北省邯郸市鸡泽县下辖的一个乡镇级行政单位。2020年3月撤乡设镇。

## 行政区划
浮图店镇下辖以下地区：
浮图店西村、浮图店东一村、浮图店东二村、浮图店东三村、东柳一村、东柳二村、东柳三村、西庄村、南庄村、焦佐村、焦佐营村、普高村、柏枝寺一村、柏枝寺二村、柏枝寺三村、柏枝寺四村、浮新村、西柳村、西柳营村和黄沟村。